# Большая ящеричная кукушка
Большая ящеричная кукушка (лат. Coccyzus merlini) — вид птиц из рода американских кукушек. Ранее вид относился к роду Saurothera.

## Ареал
Ареал вида — остров Куба, соседние острова и Багамы.
Выделяют несколько подвидов.
Подвид C. m. bahamensis (Bryant, H., 1864) обитает на Багамских островах (Андрос, Нью-Провиденс, Эльютера).
Из обитающих на Кубе и близлежащих к ней островах Американское орнитологическое общество и Международный союз орнитологов (IOU) выделяют ещё три подвида.
- C. m. santamariae (Garrido, 1971) — острова к северу от острова Куба.
- C. m. merlini (D’Orbigny, 1839) — остров Куба и некоторые соседние острова.
- C. m. decolor (Bangs & Zappey, 1905) — остров Ховентуд.

BirdLife International же делит вид на два — багамский и кубинский, в некоторых источниках багамский подвид указывается как отдельный вид Coccyzus bahamensis.
Численность вида оценивается от 2500 до 10000 особей. Охранный статус кубинских кукушек — LC, багамских — NT.

## Описание
Большая ящеричная кукушка — крупнейшая американская кукушка.
Длина тела взрослой птицы составляет от 42-54 см, около половины приходится на хвост, масса — от 100 до 150 г. Особи обеих полов имеют одинаковое оперение, но самцы несколько крупнее самок. Клюв длинный и почти прямой, с чёрным или тёмным надклювьем и более светлым подклювьем. Взрослые особи подвида C. m. merlini имеют оливково-коричневые макушку, затылок и верхнюю часть тела, остальное оперение рыжих тонов. У них беловатое горло, бледно-серые щёки и грудь, рыжее брюхо.
Птицы ведут преимущественно оседлый образ жизни. Они всеядны, в рацион питания входят ящерицы, насекомые и их личинки, птенцы мелких птиц, лягушки, змеи, иногда даже мелкие млекопитающие, а также семена растений, ягоды и фрукты.